# 雪渡り
「雪渡り」（ゆきわたり）は、宮沢賢治の創作童話。狐の幻燈会に招待された子供たちと子狐たちの交流を描いた物語。1921年（大正10年）の12月と翌年の1月に『愛国婦人』誌（賢治の母が会員であった愛国婦人会が発行していた）に掲載された賢治のデビュー作である。賢治は本作で5円の原稿料を得たが、これは生涯に賢治が手にした唯一の原稿料であったと伝えられている。
なお、賢治は掲載された雑誌から切り抜いた本作に推敲の手を加えており、現行の「【新】校本宮澤賢治全集」（筑摩書房）では雑誌掲載版と、手入れを施された後の二種類の本文が掲載されている。一般に流布しているのは手入れが施された後の本文である。
何度かラジオドラマ化されている。
1988年、北村想が「雪をわたって……―私たちはあの日森へいってみた― 」として翻案し戯曲化した。

## あらすじ
雪の降り積もった日、四郎とかん子は野原に遊びにゆき、森で狐をからかう歌を歌っていると本当に狐がやってくる。狐の紺三郎が二人に黍団子をすすめるが、かん子がついキツネの団子は兎のくそと失言する。それを聞いた紺三郎は気を悪くし、紺三郎は嘘つきは人間の大人のほうであると主張し、それを説明するための幻燈会に2人を招待する。四郎は3人の兄たちも連れて行きたいと言うが、年齢制限にかかってしまうと断られてしまう。
月の凍った夜、2人は紺三郎との約束を思い出し、出かけようとすると兄たちに知られてしまう。しかし、事情を説明すると別にとめられることもなく、お土産に鏡餅を持ってゆけとアドバイスを受ける。
2人が森の奥に進んでゆくと、そこは狐の小学校で、沢山の子狐達の中で約束通り紺三郎が待っていた。紺三郎は二人に挨拶をすると、間もなく幻燈会がはじまり、紺三郎が開会の辞を述べる。四郎は紺三郎のリーダーシップに感心してしまう。やがてスクリーンに「お酒のむべからず」と映し出され、太右衛門と清作が酔って野原で変な物を食べている2枚の証拠写真が映し出される。それから幻燈会が中休みになり、可愛らしい狐の女の子が黍団子を二人の前に持ってきた。2人は気味悪い狐の団子を食べるのをためらい、再び気まずい雰囲気となる。しかし、四郎は紺三郎がだますはずがないと結論し、二人は団子を平らげる。団子はおいしく、狐たちは信用してもらえたことに感激し、狐の生徒はどんな時でも嘘はつかず、盗まず、そねまないという歌を歌って喜んだ。
やがて幻燈会の後半がはじまり、「わなを軽蔑すべからず」「火を軽蔑すべからず」という2枚の狐の絵が映されて、幻燈会が終了する。紺三郎は四郎とかん子に信じてもらえたことにふれ、狐達は誠実さによって今までの悪い評判を消しさるだろうという閉会の辞を述べて解散となる。兄たちが迎えに来てくれて物語が終わる。

## 鑑賞
この物語の主人公は四郎少年である。四郎は、悪評高い狐の団子を味わってみて、はじめて紺三郎の主張の正しさを知る。また、12歳以上お断りの幻燈会は、狐や酒に酔った大人の失敗を描いた内容となっている。　
「堅雪かんこ」の歌は岩手県に伝わる古いわらべ歌であり、替え歌のバリエーションのやり取りによって物語が進行する。狐に対する古い偏見を払拭するために、子狐の紺三郎が人間の子供たちを啓蒙しようとする姿が表現されている。

## アニメ映画
1994年7月16日公開。
スタッフ
- 企画 - 米川功真
- 演出 - 棚橋一徳
- 原作 - 宮沢賢治
- 監督 - 四分一節子
- 脚本・絵コンテ - 胡桃野蛍樹
- 演出 - 棚橋一徳
- 原画 - 坂本修司 中原清隆 進藤満尾 他7名
- 動画 - 池辺玲子 菅英也 小野沢雅子 他4名
- 動画検査 - 熊坂径子
- 動画協力 - スタジオマーク きのプロダクション ライフワーク
- 色彩設定 - 伊藤弘子
- 仕上 - ライフワーク [ごとうけいこ 小林弘美 他2名]
- 仕上検査 - 黒柳朋子 高田みほ 冨畑貴史
- 仕上協力 - シャフト 韓一動画
- 特殊効果 - 前川孝
- 背景 -（有）グリーン [和気礼里 森川裕美 中村恵理 他4名]
- 作画監督・キャラクターデザイン - 小林ゆかり
- 撮影監督 - 平田隆文
- 撮影 - 東現アニメルーム[金子智洋 田村雅人 千葉英樹 小峰修造]
- 編集 - 井上編集室[井上和夫]
- 現像 - 東京現像所
- タイトル - マキ・プロ
- タイミング - 吉田実
- オプティカル - 五十嵐敬二
- 美術 - 脇威志
- 音楽 - 中島優貴
- 音楽制作 - RELAX MUSIC INC.[プロダクションマネージャー:小森幸枝　制作ディレクター：増沢武志 小森幸枝]
- 音響監督 - 清水勝則
- 効果 - 井上裕
- 調整 - 成清量
- 録音 - 整音スタジオ
- 音響制作 - ザック・プロモーション
- プロデューサー - 久保田正明、石川博、出﨑哲
- 制作プロデューサー - 喜多方いさお 松崎義之
- 制作デスク - 関口重晴
- 制作担当 - 上川畑修一
- 制作進行 - 沢村政則
- アニメーション制作 - マジックバス
- 制作 - テレビ東京

声の出演
- 四郎 - 林原めぐみ
- かん子 - 水谷優子
- 紺三郎 - 伊倉一寿
- ナレーション - 滝沢久美子
- 亀井芳子、三木眞一郎、菊池正美、山内久美、斉藤久己